# Амине Гюлше
Амине Гюлше Йозил (на турски: Amine Gülşe Özil) е турско-шведска актриса и модел, носителка на титли в конкурси за красота.
Коронована е за Мис Турция 2014, представлява страната си на конкурса Мис Свят 2014. 

## Биография
Родена е и израснала в Гьотеборг, Швеция. Майка ѝ е от Измир, Турция, а баща ѝ е иракски туркмен от Киркук. Има брат на име Шахан Гюлше. Завършила е Международната гимназия на регион Гьотеборг през 2012 г.
Премества се в Истанбул, за да работи като актриса и модел. Участва в турския телевизионен сериал „Сега и завинаги“ от 2015 г.
Започва да се среща с германския футболист Месут Йозил през 2017 г. Годежът им е обявен през януари 2019 г., сключват брак на 7 юни 2019 г. Свидетел е турският президент Реджеп Тайип Ердоган. През март 2020 г. двойката потвърждава раждането на първото си дете, дъщеря на име Еда. Втората им дъщеря на име Ела се ражда през септември 2022 г.

## Моделство

### Мис Турция 2014
Гюлше печели Мис Турция 2014 и е коронована за Мис Свят Турция. След година коронова Еджем Джирпан за свой наследник.

### Мис Свят 2014
Амине се състезава на Мис Свят 2014, но не се класира на финала.